# Odile Mir
Pour les articles homonymes, voir Mir.
Odile Mir, née le 28 septembre 1926 à Toulouse, est une sculptrice, dessinatrice, illustratrice et designer française. 

## Biographie
Odile Mir est née à Toulouse le 28 septembre 1926.
Enfant, elle s'intéresse particulièrement à la littérature et aux pratiques artistiques et réalise des sculptures à partir de morceaux de bois enduits de terre.
Entre 1948 et 1955 elle séjourne au Maroc où elle obtient le diplôme de l’école des Beaux-Arts de Casablanca en 1954 en section sculpture.
Elle revient en France en 1955 et s’installe dans le Tarn dans une ancienne métairie qu’elle réaménage. Elle apprend la soudure à l’arc auprès d’un forgeron à Saint-Sulpice.
Elle réalise alors des sculptures de grand format en terre et en plâtre.
À partir de 1958 elle participe régulièrement à des expositions individuelles ou collectives comme les Salons de la jeune sculpture et Formes humaines (Paris). 
Dès 1965 elle réalise des objets pour diverses boutiques et en 1969 crée des luminaires et sièges pour les enseignes Le Printemps et Prisunic.   
En 1976 elle s’installe à Paris et travaille dans un atelier d’encadrement rue Saint-Dominique, chez un fourreur et chez un créateur de vêtements pour enfants. Elle consacre son temps libre à son œuvre au sein de son atelier rue du Faubourg Saint-Denis.
À la suite de la récupération de son logement par des promoteurs immobiliers en 1989, elle quitte Paris et revient à Toulouse où elle vit et travaille dans sa maison-atelier de la rue Franc dans le quartier Concorde.

## Œuvres
Odile Mir a abordé divers domaines artistiques : la sculpture, la peinture, l'illustration de livres et les arts décoratifs. 
Ses sculptures sont faites d’armatures en maille de fil de fer recuit et soudé entourées de bandelettes en cuir colorées, recouvertes de plâtre et de papier. Elles représentent des formes humaines ou animales inspirées par la mythologie grecque ou bibliques ou les grands mythes de l’humanité.
À travers les mythes elle parle d’elle-même, exprime sa réflexion sur la condition humaine et en particulier sur la condition féminine.

« Les oeuvres d'art disent des choses de soi que l'on ne connaît pas soi-même. »

— Odile Mir
Sa carrière peut être divisée en deux grandes périodes : des années 60 à 1976 elle représente des femmes sous domination patriarcale, à partir de 1976, date de son installation à Paris, ces figures féminines sont libérées et plus sereines.
Ainsi Odile Mir détourne les mythes et fait d’Hélène de Troie et d’Ariane des femmes fortes et libres.
Les animaux sont également très présents dans son œuvre : chiens, brebis, mais aussi êtres hybrides comme le Minotaure symbole de la part humaine et animale de l’homme source inépuisable d’inspiration qui la fascine.
Grande lectrice, elle débute, lors de son séjour parisien, son travail d'illustration de livres qui occupe une place importante dans son oeuvre. Elle illustre le Bagne de Brest, texte extrait de l'Encyclopédie de Diderot et d'Alembert, des extraits des Géorgiques de Virgile, la lettre aux femmes de Guernesey de Victor Hugo, un texte de Primo Levi, un livre sur Paul Celan ou des poèmes de René Char.
Elle est également créatrice de luminaires et de mobilier. Sa première production est une lampe Le Phare conçue en 1966. Elle produit ensuite à partir de 1968 plusieurs prototypes pour l'entreprise de luminaires Delmas à Montauban. Dans les années 70, les magasins Prisunic lui commandent des sièges (fauteuil David et chaise-longue Filo),  des tables (Carrosse) et des luminaires (lampadaire Duo). Elle présente le fauteuil David à la Biennale de Saint-Étienne de 1998 et crée le fauteuil Klismos en 2016.
En 2021, sa petite-fille, Léonie Alma Mason, architecte d‘intérieur réédite son mobilier créé dans les années 70 (fauteuils en cuir et luminaire).

« J’ai peu vendu, mais je sais que j’ai fait une œuvre ! (…) J’espère que ceux qui en disposent maintenant sauront la faire vivre, la mettre en relation avec la mode. »

— Odile Mir

### Cadrans solaires

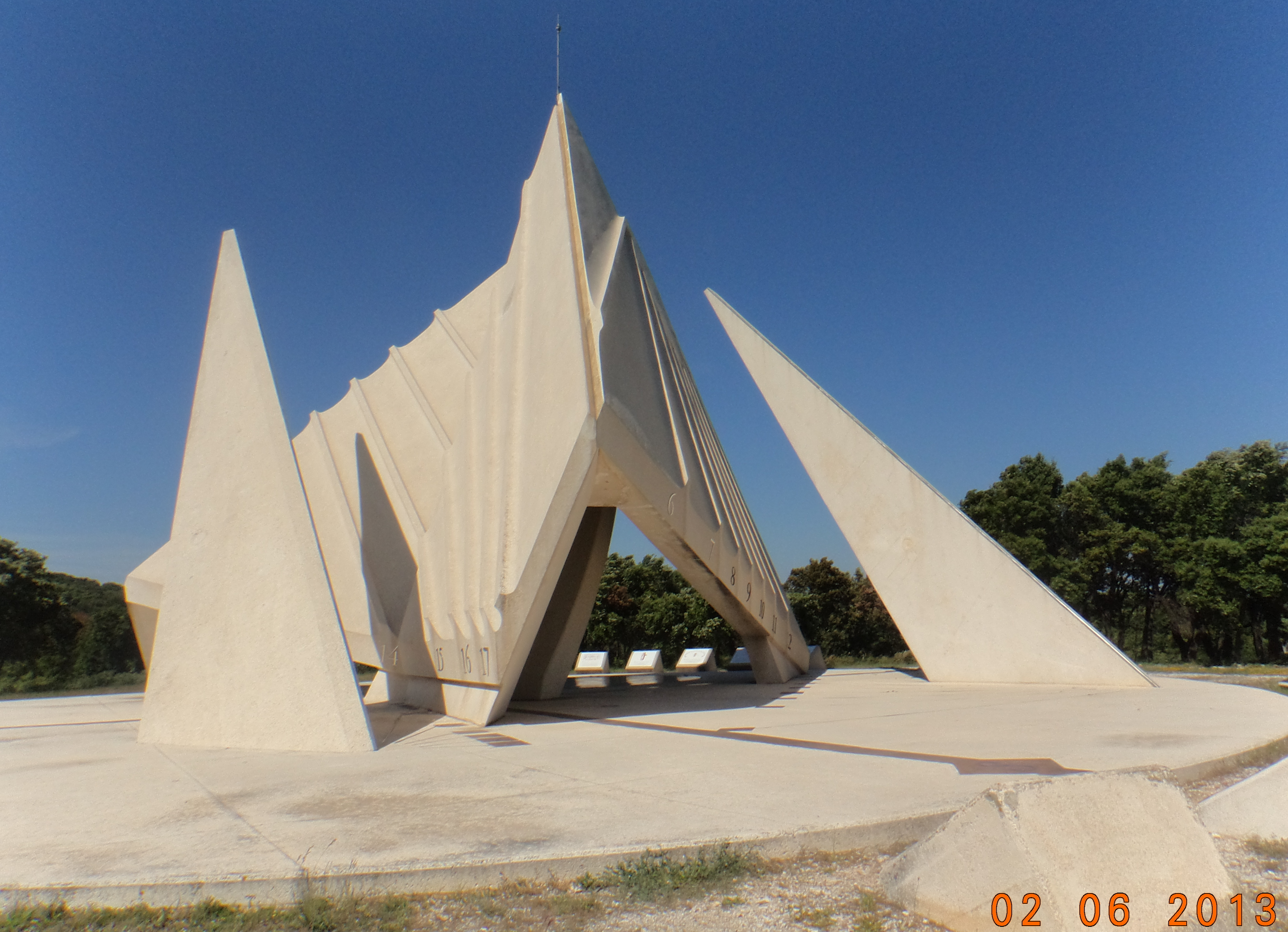
La Nef du soleil, Odile Mir, 1993

Elle conçoit deux cadrans solaires entre 1993-1995, l’un à Tavel et l’autre à Monaco. 
- La Nef du Soleil sur l’aire d’autoroute de Tavel-nord (Drôme) : il s’agit d’une commande de la Société des Autoroutes du Sud de la France réalisée en 1993 en collaboration avec le gnomoniste Denis Savoie et l'ingénieur Robert Queudot. Le cadran est composé de quatre grandes voiles en béton faisant 17 mètres de hauteur à l'intérieur desquelles se trouve un espace muséographique retrançant l'histoire de sa construction.

- Le Bloc gnomonique de Fontvieille, Principauté de Monaco, 1994-1995 : il a été érigé à l'occasion du jubilée de Rainier de Monaco. Il a la forme d'un bloc en marbre composé de onze cadrans solaires et a été conçu en collaboration avec Denis Savoie.

## Expositions

### Expositions personnelles
- 1962/1971/1973/1982/1986 Espace Croix-Baragnon (Toulouse)
- 1964 Galerie Castan (Nérac)
- 1965/1967 Galerie La Cloche (Paris)
- 1966 Galerie l'Atelier (Toulouse)
- 1968 Galerie 9 (Paris)
- 1969 Galerie Pulvermascher (Toulouse)
- 1970 Galerie Gaibrois (Montmaur)
- 1974 Galerie Athanor (Marseille)
- 1974 Galerie Hamon (Bordeaux)
- 1975 ALBA II (Toulouse)
- 1986 Drapeaux et amazones, Centre d'animation La Daurade (Toulouse)
- 1989 Inventer 89 Bicentenaire de la Révolution française, Grande halle de la Villette (Paris)
- 1995 Ecrits de papier, Bibliothèque municipale (Toulouse)
- 1996 Cultures d'Automne, La Pastorale, Maison Carrée (Nay)
- 1998 Pastorale et livres, Musée Château de Cayla
- 2004 Corpus, livres, sculptures, Médiathèque José Cabanis (Toulouse)
- 2005 Bestiaire, sculpture, dessins, Musée André Abbal (Carbonne)
- 2005 Odile Mir Sculptures et œuvres sur papier, Maison Carrée (Nay), 6 août-18 septembre 2005
- 2005 Livres d'artiste et dessins, Médiathèque des Abattoirs (Toulouse)
- 2006 Médiathèque de Tournefeuille
- 2006 Ville de Huesca
- 2008 Odile Mir rétrospective 1960-2008, Abbaye de Beaulieu-en-Rouergue (Ginals), 8 juin-30 septembre 2008
- 2011 Hélène de Troie, Médiathèque de Tournefeuille, 11 mai-8 juin 2011
- 2021 Mobilier réédité par sa maison LOMM Editions, Galerie Joyce (Paris), 2-13 septembre 2021
- 2022 Odile Mir, Musée du Vieux Toulouse,  25 juin-1er octobre 2022

### Expositions collectives
- 1958 (à partir de) Salon de la jeune sculpture (Paris) et Formes humaines (Paris)
- 1961 Art nouveau (Montauban)
- 1969 APIAW (Liège)
- 1973 Mostra del Larzac
- 1982 Symposium international de la sculpture (Lyon)
- 1997-1998 Créateurs design (Saint-Étienne)
- Exposition de sculptures avec Dom Robert (Réalmont)

## Collections publiques

### Sculptures
Son œuvre sculpté figure dans plusieurs collections muséales : 
- La femme qui a brisé le miroir[9], musée d'Art moderne de Paris (1968)
- Les Rats, abbaye de Beaulieu-en-Rouergue (1973)
- La Porteuse de brebis[10], FNAC, Paris (1977)
- Ariane, FRAC Rhône-Alpes, Ville de Lyon (1982)
- Bagne de Brest[11], FRAC Bretagne (1983)
- Médaillon portrait, Palais de Justice, Paris (1986)
- Dédale[12], FRAC Midi-Pyrénées-Les Abattoirs, Toulouse (1987)
- L'Énigme I, parc des sculptures du musée Saint-Roch, Issoudun

### Livres d'artistes
- Bibliothèque municipale de Toulouse (1996) : 
  - Maurice de Guérin, Le Centaure, 2006, Editions Sables (Rés. B XX 944)
  - Auguste Rodin, A la Vénus de Milo (Rés. A XX 453)
  - Georges Louis Leclerc, Prière (Rés.A XX 454)
  - Paul Celan, Quelque pierre que tu soulèves (Rés. A XX 455)[13]
  - Buffon, Au Dieu de Paix
  - Antonio Porchia, Voix, 1996, Éditions deSables[14]
- Bibliothèque départementale du Tarn (Albi) (1997) :
  - Maurice de Guérin, Le Centaure

### Filmographie
- Michel Dieuzaide, L'Espace traversé, genèse d'une sculpture, film couleur 16 mm, 18 min.

#### Ouvrages
- Annie Merle, L’École de Toulouse, Bayonne, Atlantica, 2010 (ISBN 9782758803362).
- Anne Bony, Prisunic et le design, Paris, Alternatives, 2008, 128 p. (ISBN 978 286227 579 6).
- Laura Damour, Michel Dieuzaide et Marie Didier, Odile Mir. L’espace traversé, Cognac, Le Temps qu'il fait, 2006, 61 p. (ISBN 2-86853-470-8).

#### Article
- « Spécial exposition Odile Mir », L’Auta, no 136,‎ juin-juillet 2022.